# Indicator maculatus
El indicador moteado (Indicator maculatus) es una especie de ave en la familia Indicatoridae.

## Distribución
Se lo encuentra en Angola, Benín, Camerún, República Centroafricana, República del Congo, República Democrática del Congo, Costa de Marfil, Guinea Ecuatorial, Gabón, Gambia, Ghana, Guinea, Guinea-Bissau, Liberia, Mali, Nigeria, Senegal, Sierra Leona, Sudán del sur, Togo y Uganda.